# Mister Brasil Mundo 2008
Em 2008, com a presença do Mister Mundo, o espanhol Juan Garcia, atração musical de Thaeme Mariôto, vencedora do Ídolos 2, e apresentação de Francisco Budal e Regiane Andrade, Miss Mundo Brasil 2007, o Mister Brasil 2008 teve a participação de 24 representantes das Unidades da Federação, e o Palace Casino de Poços de Caldas como palco do evento, que culminou com a eleição de Vinicius Ribeiro, paulista de Votuporanga que representou o Espírito Santo.
O representante mineiro, Maciel Moreno, ficou com o título de Mister Brasil Internacional, e representou o Brasil no Mister Internacional 2008 onde figurou entre os semifinalistas.
O Mister São Paulo, Luciano Stranghetti (Modelo Brasil Mundo), foi declarado primeiro substituto, enquanto o carioca Ronald Rezende (Mister Popularidade UOL) foi o segundo substituto. Os outros dois finalistas foram os Misters Rondônia, Assad Haddad Neto(quinto lugar) e Santa Catarina, Thor Schimidt (sexto lugar).
Vinicius Ribeiro recebeu a faixa de Lucas Gil, o Mister Brasil 2007 e segundo colocado no Mister Mundo. Maciel Moreno, o Mister Brasil Internacional, recebeu faixa e troféu das mãos de Alan Bianco, o Mister Internacional 2007.

## Resultados
- Mister Brasil Mundo 2008: Vinicius Ribeiro -  Espírito Santo
- Mister Brasil Internacional 2008: Maciel Moreno Mendes-  Minas Gerais

## Finalistas
- Primeiro Sucessor: Luciano Stranghetti -  São Paulo Best Model Brasil 2008
- Segundo Sucessor: Ronald Rezende -  Rio de Janeiro Mister Popularidade UOL
- Terceiro Sucessor: Assad Haddad Neto -  Rondônia Mister Brasil Universe Model 2009
- Quarto Sucessor: Thor Schmidt -  Santa Catarina

## Semifinalistas por ordem de classificação
- Marlon di Gregori -  Rio Grande do Sul
- Rafael Mazzali -  Distrito Federal Vencedor do Beleza com Propósito
- Eduardo Saraiva -  Pará Mister Sports Challenge
- Ivo Cavalcanti -  Rio Grande do Norte Mister Sports Challenge
- Alexandre Melo Matos -  Sergipe
- Reinaldo Cunha -  Goias
- Andre Stefanini -  Mato Grosso

## Mister Sports Challenge
- Vencedores(Empate): Eduardo Saraiva -  Pará e Ivo Cavalcanti -  Rio Grande do Norte
- Terceiro Lugar: Mister Goiás, Reinaldo Ferreira Cunha
- Quarto Lugar: Mister Alagoas
- Quinto Lugar: Mister Santa Catarina
- Sexto Lugar: Mister Pernambuco
- Sétimo Lugar: Mister Acre
- Oitavo Lugar: Mister Rio Grande do Sul
- Nono Lugar: Mister Tocantins
- Décimo Lugar: Mister São Paulo
- Décimo Primeiro Lugar: Mister Minas Gerais
- Décimo Segundo Lugar: Mister Amapá

## Modelo Brasil Mundo L'Equipe
- Vencedor: Luciano Stranghetti -  São Paulo
- Finalistas:
- Maciel Moreno Mendes-  Minas Gerais
- Ubiratan Baltrusis -  Alagoas
- Ivo Cavalcanti -  Rio Grande do Norte
- Rafael Mazzali -  Distrito Federal
- Vinicius Ribeiro -  Espírito Santo

## Premiações Especiais
- Mister Amizade: Eduardo Saraiva,  Pará
- Mais Belo Rosto: Júlio César Lopes, Piauí
- Mister Best Shape: Ivo Cavalcanti, Rio Grande do Norte
- Mister Cordialidade Carlton: Vinicius Ribeiro, Espírito Santo
- Mister Imprensa:  Ronald Rezende, Rio de Janeiro
- Mister Personalidade: Thor Schmidt, Santa Catarina
- Mister Pageant Cafe Brasil: Thor Schmidt, Santa Catarina
- Mister Criatividade: Marlon di Gregori, Rio Grande do Sul
- Melhores por Região:
- Mister Sudeste Mundo: Espírito Santo
- Mister Norte Mundo: Rondônia
- Mister Sul Mundo: Santa Catarina
- Mister Centro Oeste Mundo: Distrito Federal
- Mister Nordeste Mundo: Rio Grande do Norte

## Candidatos
| <spanEstado         | Candidato               | Idade | Altura | Cidade                |
| Acre                | Thiago Brito            | 24    | 179    |                       |
| Alagoas             | Ubiratan Baltrusis      | 21    | 192    |                       |
| Amapá               | Gustavo Bezerra         | 21    | 183    |                       |
| Amazonas            | William Ramos           | 23    | 181    |                       |
| Ceará               | Edvaldo Santos          | 26    | 188    |                       |
| Distrito Federal    | Rafael Mazzalli         | 20    | 188    |                       |
| Espírito Santo      | Vinicius Ribeiro        | 26    | 188    |                       |
| Goiás               | Reinaldo Cunha          | 23    |        | Anápolis              |
| Mato Grosso         | André Stefanini         | 26    | 185    | Rondonópolis          |
| Mato Grosso do Sul  | Jefferson Nunes Rosa    | 23    | 185    |                       |
| Minas Gerais        | Maciel Moreno Mendes    | 24    | 187    | Nova Serrana          |
| Pará                | Eduardo Saraiva         | 23    | 173    |                       |
| Paraíba             | Simão de Melo           | 24    | 192    | João Pessoa           |
| Paraná              | Arnaldo Allison Machado | 24    | 175    | Ponta Grossa          |
| Pernambuco          | Alex Amorim             | 21    | 182    | Recife                |
| Piauí               | Julio Cesar Lopes       | 19    | 196    |                       |
| Rio de Janeiro      | Ronald Rezende          | 22    | 187    | Rio de Janeiro        |
| Rio Grande do Norte | Ivo Cavalcanti          | 18    | 185    |                       |
| Rio Grande do Sul   | Marlon di Gregori       | 22    | 183    | Caxias do Sul         |
| Rondônia            | Assad Haddad Neto       | 26    | 185    |                       |
| Roraima             | Jorge Luis Aguas        | 25    | 185    |                       |
| Santa Catarina      | Thor Schmidt            | 22    | 188    | Florianópolis         |
| São Paulo           | Luciano Stranghetti     | 19    | 187    | São José do Rio Preto |
| Sergipe             | Alexandre Melo Matos    | 26    | 185    | Aracaju               |
| Tocantins           | Graziani Ramos          | 22    |        |                       |

- Estados que não tiveram representantes
- Bahia
- Maranhão
- Mato Grosso do Sul